# ندیم جمیل
ندیم بشیر جُمَیَّل (عربی: نديم بشير الجُمَيَّل، انگلیسی: Nadim Bashir Gemayel؛ زاده ۱ مه ۱۹۸۲) سیاستمدار لبنانی و عضو حزب فالانژ لبنان است. وی فرزند بشیر جمیل رئیس‌جمهور سابق لبنان است.